# Montfort (Wisconsin)
Montfort é uma vila localizada no estado norte-americano de Wisconsin, no Condado de Grant e Condado de Iowa.

## Demografia
Segundo o censo norte-americano de 2000, a sua população era de 663 habitantes.
Em 2006, foi estimada uma população de 647, um decréscimo de 16 (-2.4%).

## Geografia
De acordo com o United States Census Bureau tem uma área de
1,4 km², dos quais 1,4 km² cobertos por terra e 0,0 km² cobertos por água. Montfort localiza-se a aproximadamente 338 m acima do nível do mar.

## Localidades na vizinhança
O diagrama seguinte representa as localidades num raio de 16 km ao redor de Montfort.